# 2748 Patrick Gene
2748 Patrick Gene (1981 JF2) là một tiểu hành tinh vành đai chính được phát hiện ngày 5 tháng 5 năm 1981 bởi C. Shoemaker ở Palomar.